# Африканерская высшая юношеская школа

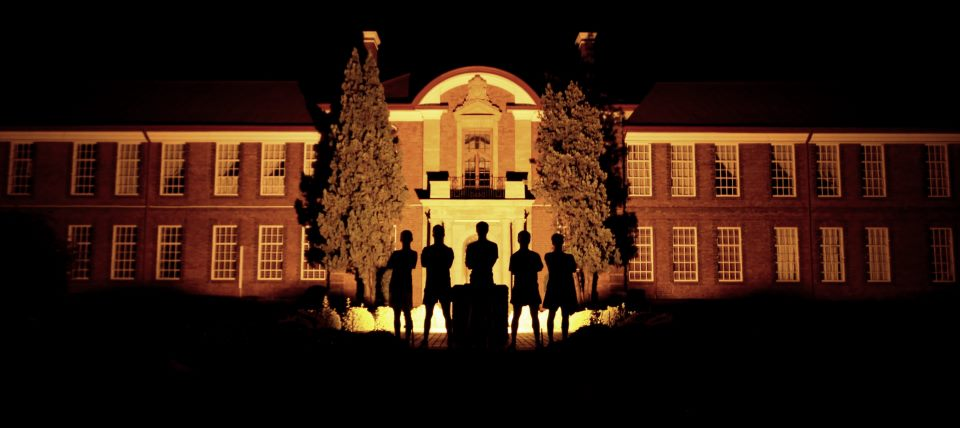
Здание школы

Африканерская высшая юношеская школа, африк. Afrikaanse Hoër Seunskool — публичная (финансируемая из государственных средств) старшая школа для мальчиков в городе Претория, провинция Гаутенг, ЮАР. Школа является весьма престижной и пользуется известностью благодаря своим высоким стандартам обучения, спортивным достижениям и традициям.
Ученики школы также известны под неформальным названием Аффи (Afrikaans Boys' High School), англ. Affies.
Выходцами из школы являются множество известных спортсменов ЮАР, а также ряд общественных деятелей, в том числе бывший министр обороны Магнус Малан.
Школа, основанная 28 января 1920 г. была первой школой, предлагавшей образование целиком на языке африкаанс, за 5 лет до признания языка в качестве официального. На тот момент в ней было 44 ученика и 3 учителя.
Изначально школа размещалась в доме генерала Пита Жубера по адресу 218 Visagie Street. К 1927 состав учеников вырос и понадобилось новое помещение — там, где сейчас размещается Африканерская высшая школа для девушек. В конце 1927 школа заняла помещение бывшей голландской школы. Когда к 1929 г. стало ясно, что и это здание недостаточно велико, было принято решение разделить школу на две — для мальчиков и для девочек.
Обе школы находятся в настоящее время напротив друг друга на Lynnwood Road.
В школе существуют весьма сложный кодекс униформы, включающей особого типа кепи и 8 различных видов галстуков в зависимости от старшинства и достижений учеников.
26 июля 2012 г. был открыт музей школы.